# Мишустин, Семён Константинович
Семён Константи́нович Мишу́стин (1904 — ?) — красноармеец Рабоче-крестьянской Красной Армии, участник Великой Отечественной войны, Герой Советского Союза (1943), указ о награждении отменён.

## Биография
Семён Мишустин родился в 1904 году в селе Протопоповка (ныне — Шебекинского района Белгородской области). В 1942 году был призван на службу в Рабоче-крестьянскую Красную Армию. С 1942 года — на фронтах Великой Отечественной войны. В боях был дважды ранен.
К сентябрю 1943 года красноармеец Мишустин был стрелком 3-го стрелкового батальона 957-го стрелкового полка 309-й стрелковой дивизии 40-й армии Воронежского фронта.
23 октября 1943 года Указом Президиума Верховного Совета СССР красноармеец Семён Мишустин был удостоен высокого звания Героя Советского Союза. 

Согласно представлению, оформленному 31 октября 1943 года, задним числом, через неделю после Указа о присвоении звания Героя, отличился при форсировании реки Днепр.
Из наградного листа: «В ночь на 24 сентября 1943 года первым форсировал реку Днепр и сразу же, как только сошел на берег, метр за метром с боем продвигался вперед, расширяя правобережный плацдарм. По овладению населенного пункта Балыка, закрепился на западной окраине, где отбивал яростные контратаки врага. В этих жестоких боях он отбил 11 атак врага, истребив из винтовки 8 гитлеровцев, проявляя при этом личное мужество и геройство, тов. Мишустин, как и в предыдущих боях, отличился, как верный сын советского народ».
Позднее проверкой было установлено, что красноармеец Мишустин не участвовал в форсировании реки Днепр. Как повар находился с кухней в тылу, на расстоянии около 1 км от реки. 23 сентября 1943 года во время налёта вражеской авиации был ранен и убыл в госпиталь. 
12 ноября 1959 года указ о присвоении Мишустину звания Героя был отменён «в связи с необоснованным представлением». 
Дальнейшая судьба Мишустина неизвестна.